# Eratosthenes (cràter)

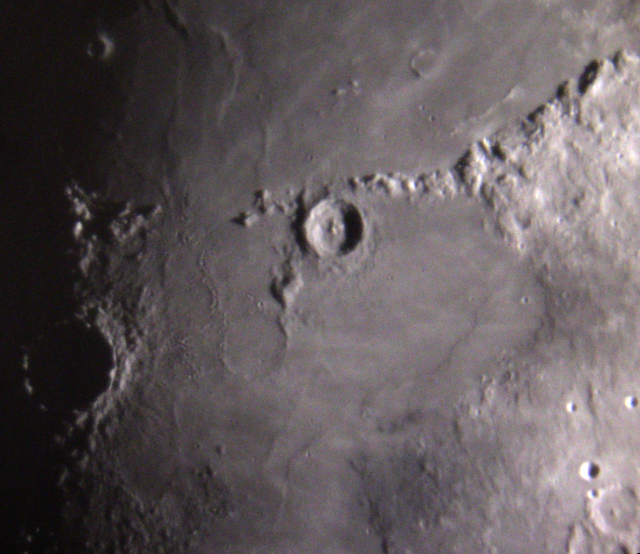
Eratosthenes vist des de la Terra.

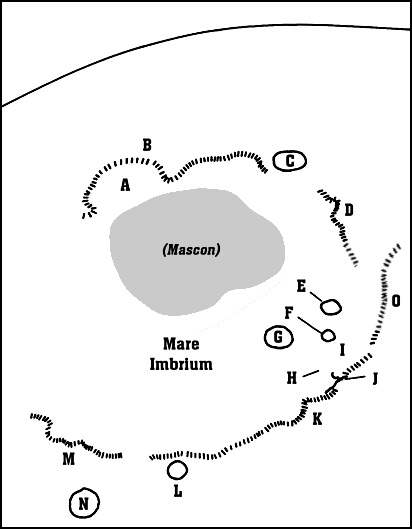
Mapa detallat de les característiques del Mare Imbrium. El cràter Eratosthenes està marcat amb una "L".

Eratosthenes és un cràter d'impacte relativament profund de la Lluna que està situat entre les regions lunars de Mare Imbrium i el Sinus Aestuum. Forma els confins occidentals de la serralada muntanyosa dels Montes Apenninus. El cràter presenta unes vores circulars ben definides, parets internes terraplenades, pics muntanyosos centrals, un terra irregular i un terraplè exterior d'ejeccions. No presenta una estructura radial pròpia, però cap al sud-oest es veuen els radis prominents del cràter Copernicus.

S'estima que la seva formació es remunta a 3.200 milions d'anys, data del començament del període geològic lunar conegut com a període eratostenià.
Amb un angle solar baix el cràter esdevé prominent a causa de les ombres que produeixen les seves vores. Quan el Sol incideix zenitalment, el cràter es confon visualment amb l'entorn, i resulta més difícil de localitzar.
El 1924, William H. Pickering observà taques fosques en el cràter que variaven de manera regular durant el dia lunar i que semblava que les taques migraven sobre la superfície, llavors especulà amb la idea que es tractava d'un ramat d'algun tipus de vida de petites dimensions. La idea rebé certa notorietat pel prestigi de què gaudia Pickering.

## Cràters satèl·lits
Per convenció aquestes formacions s'identifiquen sobre els mapes lunars situant una lletra al costat del punt central del cràter més proper a Eratosthenes.
| Eratosthenes | Latitud | Longitud | Diàmetre |
| ------------ | ------- | -------- | -------- |
| A            | 18.4° N | 8.3° W   | 6 km     |
| B            | 18.7° N | 8.7° W   | 5 km     |
| C            | 16.9° N | 12.4° W  | 5 km     |
| D            | 17.5° N | 10.9° W  | 4 km     |
| E            | 18.0° N | 10.9° W  | 4 km     |
| F            | 17.7° N | 9.9° W   | 4 km     |
| H            | 13.3° N | 12.2° W  | 3 km     |
| K            | 12.9° N | 9.2° W   | 5 km     |
| M            | 14.0° N | 13.6° W  | 4 km     |
| Z            | 13.8° N | 14.1° W  | 1 km     |